# Болдерая
Бо́лдера́я (латис. Bolderāja) — мікрорайон у складі Курземського району Риги. Розташований на лівому березі Даугави між правим берегом протоки Булльупе та річкою Хапакагравіс. Межує з мікрорайонами Даугавгріва, Вецмілгравіс (з яким не має сухопутної межі), Волері, Спілве і Клейсти. Межами району Болдерая є Даугава, канал Лочу, річка Булльупе, вулиці Клейсту і Апакшграв'я, залізничні колії, Даугавгрівське шосе та річка Хапакагравіс.
Загальна площа мікрорайону Болдерая становить 8,329 км², що є значно більшим за середній показник площі ризьких мікрорайонів. Довжина меж мікрорайону за периметром складає 14 863 метри. Головними вулицями мікрорайону є вулиці Лієлупес, Лієла, Гобас, Штурманю і Силікату. 
До складу Болдераї також входить Острівець кохання (латис. Mīlestības saliņa) та острів Крієву (від латис. Krievu sala — «Російський острів»), який насправді є півостровом.

## Назва
Топонім «Болдерая» скоріше за все походить від назви пониззя річки Лієлупе, оскільки колись на цьому місці ще не було населеної території. У 1495 році ландмейстер Тевтонського ордену пожалував пониззя Лієлупе Йоганну Бульдерінгу, від імені якого річку неподалік стали називати Бульдурупе (латис. Buldurupe). Слово Aa на нижньонімецькому діалекті означає «річка»; від якого згодом утворилося слово Бульдераа (нім. Bulderaa). Пізніше нижню течію Лієлупе стали називати Булльупе. Звідси походить і топонім «Булдурі».
Як пояснює дослідник Й. Бротце, Болдерая отримала свою назву від річки Лієлупе, пониззя якої разом з мизою Буллю стали називати німецькою Болдераа. На цьому ж місці згодом розташовувалися кілька садиб: миза Лофельта, Губернаторська миза та Болдерайська миза.
Болдерая (під назвою Boldra) вперше показана на картині Луки Вагенера у 1583 році..

## Історія
Спочатку Лієлупе не мала прямого витоку до моря: починаючи зі Слоки, річка повертала на схід і текла уздовж дюнних валів до Даугави, де обидві річки біля Вецаків впадали у Ризьку затоку. Колись далі від набережної були піщані пагорби, нанесений пісок, дюни і подекуди луги. Болдерайський мікрорайон розташувався біля найбільшої дюнної гряди на лівому березі Даугави (відомої зараз як Болдерайсько—Прієдайнська дюнна гряда; раніше вона мала назву дюни Буллю через річку Булльупе, що протікала неподалік), яка простягалася на 10 км у довжину від Болдераї до Прієдайне між річкою Булльупе та лугами Спілве (рівниною лагуни Бабітес). Раніше на дюнах ріс сосновий ліс, який зник багато століть тому. Причиною його зникнення, імовірно, була діяльність людини (вирубка дерев) або лісові пожежі. В результаті цього вітер став розносити пісок з дюн. Східні вітри, що панують у Латвії, переносили пісок на внутрішні території країни, внаслідок чого поступово вкрилися піском луги Спілве, були засипані болота, річкові протоки і будівлі. Це сталося і з маєтком Лофельда, який розташовувався біля Хапакагравіса на південь від Даугавгріви. Мешканці садиби були змушені покинути будівлю, яка за кілька років зникла в пісках. Згідно з дослідженнями ХІХ століття дюни Буллю подекуди просувалися на внутрішні території країни приблизно на 3 метри щороку. У 1932 році почалось заліснення рухомих дюн з метою їх укріплення. Після Другої світової війни у Болдерайському мікрорайоні було зрито заліснені дюни на ділянці довжиною 2 км і приблизно 20 га площею (Болдерайсько-Булльупське родовище піску, споруджене для потреб виробництва силікатної цегли); цю територію надалі почали забудовувати.
Ймовірно, область сучасного району почала заселятися у Х столітті, і спочатку Болдерая являла собою рибальське селище, територія якого належала німецьким землевласникам. Заселення району могло початися ще раніше, проте через зміни течії Даугави та переміщення піщаних дюн прямих свідчень цього немає. 

### Митниця біля старого витоку Лієлупе в Даугаву (з XVII століття)

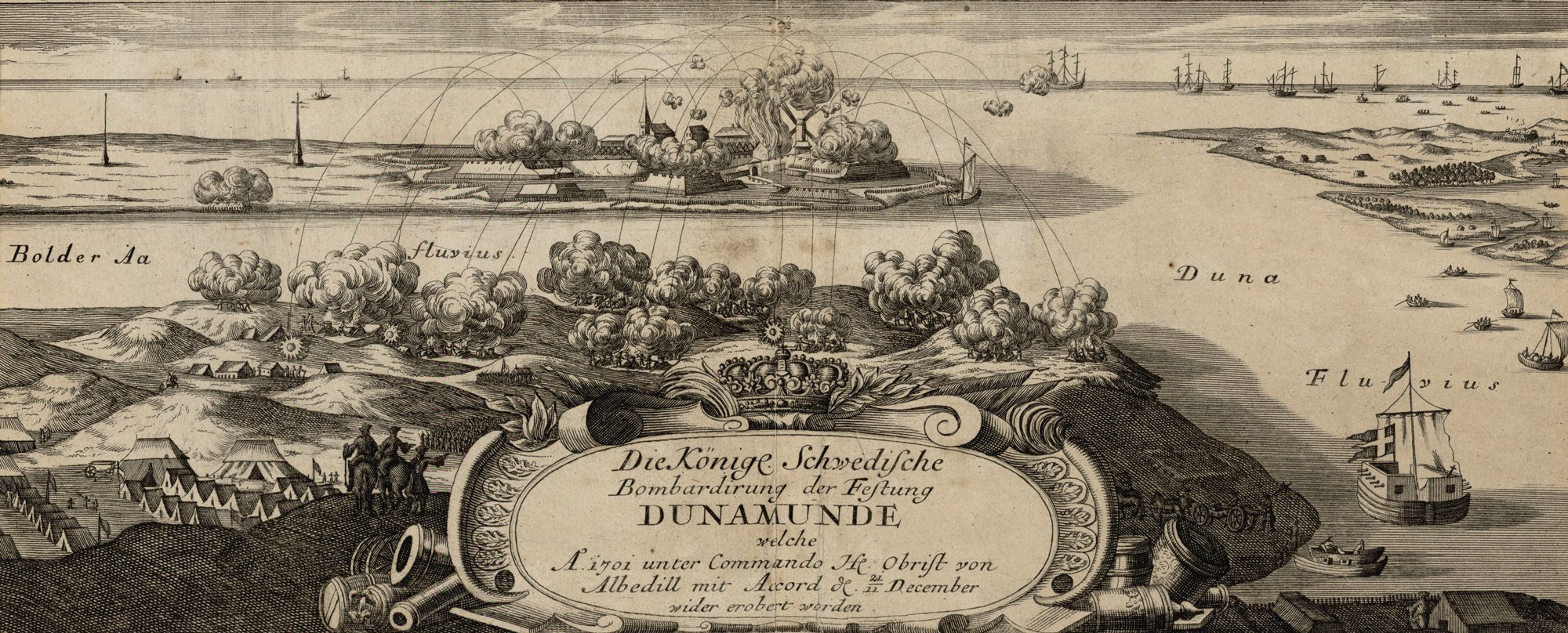
Шведська армія бомбардує Даугавгрівську фортецю з Болдераї через Булльупе, 1701 рік

Болдерайське поселення утворилося переважно внаслідок облаштування митниці, що мала назву Курземської або Болдерайської. У 1603 році біля контори капітана та лоцманського поселення на дюнах на правому березі тодішньої Лієлупе (пізніше Булльупе) було споруджено польську митницю згідно із дорученням Ризької ратуші. Дерев'яні будинки, збудовані у цей час, можуть вважатися найстарішими будівлями Риги. У цей час Болдерая стає значимим пунктом для курляндських торговців.
За часів Шведської Лівонії розташування Даугавгрівської фортеці та Болдераї на вигідній географічній позиції біля місця, де Даугава впадає в Балтійське море, визначило формування цієї території як важливий і впливовий фактор для торгівлі Риги, де протягом століть контролювалося сполучення кораблів, що проходили повз. Через це Болдерайська митниця, яка працювала до ХХ століття, протягом своєї історії мала велике значення. Вона завдала значних втрат Курляндському герцогству, тому герцог Якоб Кеттлер навіть намагався вирити вихід в море для річки Лієлупе біля Слоки, щоб кораблям не доводилося проходити через Болдерайську митницю і Даугавгрівську фортецю. Під час паводку 1679 року Лієлупе прорвала смугу дюн посередині Даугавгрівського (Буллю) острова, створивши нове русло — Зіємельупе, через яке вона впадала в Ризьку затоку; втім, нове гирло згодом засмітилося. У 1755 році під час повторного весняного паводку Лієлупе прорвала смугу дюн біля Варнукрогса, де й утворився сучасний витік Лієлупе у море. Після цього старе пониззя річки, довжина якого складала приблизно 10 км і яке проходило від Варнукрогса до Даугавгріви, отримало назву Булльупе або ж Бульдурупе.
Болдерая протягом історії була тісно пов'язана з Даугавгрівською фортецею, оскільки її вважали форпостом цього укріплення, яке оточувало домівки митників і лоцманів. Спочатку Болдерайське поселення утворилося на вузькій ділянці уздовж узбережжя Даугави і Булльупе. Уздовж берега Булльупе розміщувалися будинки рибалок, біля витоку Булльупе в Даугаву — дім капітана порту і лоцманська вежа, а вздовж Даугави — два будинки наглядачів митниці та інші рибальські домівки. Болдерая була головним постійним місцем проживання лоцманів.

### Болдерайська садиба (з XVIII століття)
Болдерая є частиною території колишнього Даугавгрівського церковного округу, який почав формуватися як населений пункт у XVIII столітті на землях колишньої Болдерайської садиби (нім. Aahacken, Bolderaa, Bergshof). Садиба знаходилася біля витоку Булльупе в Даугаву, наразі про неї збереглися лише історичні свідчення. Маєток на цьому місці вперше згадується наприкінці XVI століття, його власником був Каспар Берг, який також був першим начальником новоствореної Болдерайської митниці. На той час садиба мала назву Землі біля річки з Болдераєю (нім. Aabacken mit Bolderaa) або Маєток Берга (нім. Bergshof). Протягом часу власники мизи змінювалися і вона не підлягала редукції маєтків. У 1823 році комісія з редукції маєтків визнала Болдерайську садибу успадковуваною та алодіальною власністю. В адресних книгах початку ХХ століття власницею маєтку числилася баронеса Софія Буксгевден, хоча реальним власником маєтку з 1889 року був арендатор Йоганн Уніфер.

### Ризький аванпорт і фабричне поселення (з ХІХ століття)

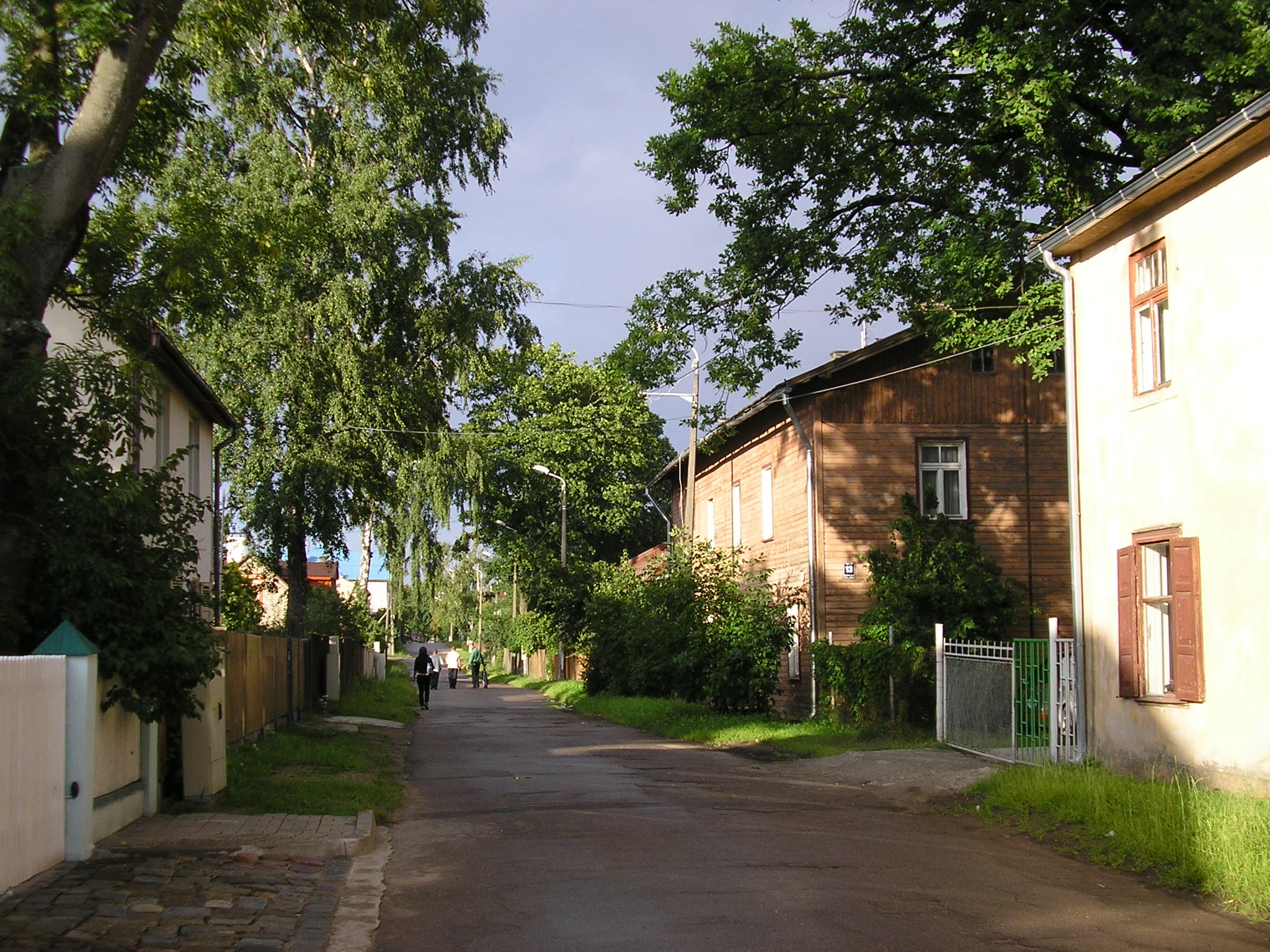
Стара Болдерая.

Біля 1800 року через Булльупе був збудований міст з Даугавгрівської фортеці в Болдераю. У 1830–1840-х рр. у Болдераї здійснювалося судобудівництво. В 1852 році було відкрито телеграфну лінію Рига—Болдерая, яка була першою лінією цивільного телеграфного зв'язку в Російській імперії.
Болдерайське поселення стрімко почало розвиватись після того, як у 1873 році було збудовано залізничну лінію Рига—Болдерая (Остасдамбіс). Хоча Болдерая була кінцевою зупинкою цієї лінії, було споруджено і залізничний міст через Булльупе, який йшов від фортеці до дамби в гирлі Даугави. Через це почало зростати значення Болдерайського порту, і врешті-решт у ХІХ столітті Болдерая перетворилась на аванпорт Риги і фабричне поселення. В Болдераї океанські кораблі з глибокою осадкою  залишали частину вантажу або доповнювали його, до Риги ж його доставляли баржами (у 1851 році російська влада дозволила збудувати зимовий порт у Даугавгріві, де також надавалося місце для зберігання вивантажених товарів).
У ХІХ столітті Булльупе також стала живою транспортною артерією, адже її глибина була достатньою для того, щоб нею пересувалися річкові пароплави середньої величини. В другій половині ХІХ століття разом із збудованою залізничною лінією в Болдераї швидко розвинулися промисловість і виробництво. І обсяги продукції, і кількість робітників свідчать про те, що до Першої світової війни Болдерая посідала 5-те місце серед промислових центрів Латвії (у 1900 році тут працювало 1162 наймані робітники, а в 1910 році цифра зросла до 1832 осіб).
В 1866 році було засновано Болдерайську машинобудівну фабрику, на якій здійснювався і ремонт суден; у тому ж самому році почав працювати філіал Ризького цементного заводу Карла Шмідта. У 1884 році свою роботу почала льоноджутова прядильна і ткацька фабрика — перша фабрика Риги, у якій було облаштовано електричне освітлення). Також працювала ворванева фабрика А. Ланге та лісопильний завод М. Куде і Ф, Шапіро. Забудова Болдераї здійснювалась на приватних землях Болдерайської садиби, де у 1909 році нараховувалось 280 дерев'яних і 20 кам'яних будівель. На початку ХХ століття витік Булльупе в Даугаву розділився на дві частини. Нову притока, яка знаходилася ближче до Болдераї, зробили ширше і глибше, утворивши канал Лочу довжиною в 1 км. Між обома протоками річки Булльупе знаходиться Острівець кохання (латис. Mīlestības saliņa).
У 1914 році в Болдераї налічувалося 10,5 тис мешканців: головним чином це були робітники, рибалки, лоцмани, вантажники і моряки. Забудова поселення (станом на 1919 рік тут було приблизно 300 будівель) здійснювалась на землях приватного маєтку. Оскільки це була територія Болдерайської садиби, то її тогочасна володарка Софія Буксгевден розподілила землі на ділянки для забудови і віддала їх в оренду володарям будинків лише на 60 років, чим пояснюється те, чому в поселенні не будували великих будівель, що також заважало розвитку конкретних територій. Під час Першої світової війни Болдерая сильно потерпала від військових дій, оскільки вона знаходиться безпосередньо біля Даугавгрівської фортеці. Війна вплинула і на промисловість, адже багато підприємств були евакуйовані до внутрішніх губерній Російської імперії, у той час як будівлі фабрик і заводів були зруйновані.
Під час Війни за незалежність Латвії влітку 1919 року у Даугавгрівську фортецю і Болдераю з Курляндії прийшли частини збройних сил Латвії. У часи Бермонтіади біля Даугавгріви точилися бої із Західною добровольчою армією. Після вигнання військ Бермондта, Даугавгрівська фортеця і Болдерая стали місцем розміщення частин гарнізону латвійської армії.

### Приєднання до Риги (ХХ століття)
Згідно із законом про адміністративні межі міста Рига, прийнятим Сеймом Латвії 24 лютого 1924 року, до адміністративної території міста була включена Болдерая (останньою з усіх районів) разом з іншими територіями Пардаугави (лівого берега Даугави): Даугавгрівою, Клейстами, мизами Буллю та Золітуде, мизами Лієла та Маза Дамме, садибою Анниньмуйжа і Шампетерісом.
У перші роки незалежності Латвії відновлення господарського життя проходило повільно, оскільки більша частина заводського обладнання була вивезена в Російську імперію, а самі будівлі заводів були знищені; до того ж у Болдераї різко зменшилась кількість мешканців. Від війни постраждали і рибалки, які втратили велику частину човнів та рибальських снастей. У перші роки незалежності також існував старий дерев'яний міст через Булльупе, хоча він був у поганому стані та мав значні пошкодження. У 1930-х роках надалі використовували лише залізний міст.
Через включення Болдераї до адміністративних меж Риги у 1924 році велика частина вулиць району мала змінити свої назви, щоб вони не повторювались із вже існуючими назвами у місті. До здобуття Латвією незалежності офіційними були російські назви, але у картографічних матеріалах і планах міста використовувалися німецькі. Під час перейменування частину назв іншими мовами переклали латиською. Після об'єднання Болдераї з Ригою єдиною новою вулицею була вулиця Гобас (раніше — Яуна від латис. Jaunā — «нова»), яка була збудована у 1930- х рр. у зв'язку із спорудженням Даугавгрівського шосе. Ця вулиця частково проходила через незаселену територію мизи та деякі орендовані і заселені ділянки між вулицями Бунгас та Міглас. До початку радянської окупації Латвії у 1940 році мережа вулиць Болдераї налічувала 32 вулиці. У перші часи після відновлення незалежності країни було частково відновлено промисловість та створено нові промислові підприємства.
У 1940 році Рига була поділена на 6 адміністративно-територіальних райони, на лівому березі Даугави знаходилися Ленінський (латис. Ļeņina rajons) та Червоноармійський (латис. Sarkanarmijas rajons) райони. Німецька окупаційна влада змінила цей поділ, але після приходу Червоної армії у 1944 році попередній поділ із невеликими змінами був відновлений — Червоноармійський район на лівому березі Даугави був об'єднаний із Ленінським. У 1962 році об'єднані райони були розділені. У 1969 році відділена від Ленінського району частина утворила Ленінградський район (латис. Ļeņingradas rajons), в якому знаходилася Болдерая.
Після Другої світової війни мешканці Даугавгріви і частини Болдераї мали покинути свої домівки через те, що цю територію було відведено для побудови бази радянського військово-морського флоту. У 1945 році було видано постанову про переселення мешканців з Болдераї.
29 серпня 1952 року Болдераї надано статус робітницького поселення (селища міського типу), яке було підпорядковане Ленінському району Риги. 22 квітня 1959 року поселення було ліквідано, а його територію приєднано до Ленінського району. Починаючи з 1958 року рух пасажирських поїздів до Болдераї був перерваний, разом з тим корабельне сполучення у цей мікрорайон поступово зникло; сполучення Болдераї з центром Риги здійснювалося лише автобусом. Тим часом заводи збільшили обсяги виробництва. Було збудовано завод силікатної цегли, який використовував місцевий пісок в якості сировини. Після Другої світової війни були створені нові вулиці у західній частині Болдераї уздовж вулиці Лієла і у 1950—1960-х рр. був збудований робітницький житловий район навколо вулиці Силікату.
На початку 1950-х рр. було збудоване робітницьке поселення при Болдерайському заводі силікатної цегли (архітектор — Павло Селецький) з типовими багатоквартирними житловими і громадськими будівлями. У поселенні спорудили багато двосекційних житлових будинків. Також тут був дитячий садок, їдальня та магазини. В цей період будівництво житлових будинків на окраїнах Риги біля великих промислових підприємств мало принципове значення, що було пов'язане не лише з реалізацією типових проектів, а й накопичення досвіду для комплексного проектування та будівництва мікрорайонів у найближчому майбутньому.
Детальний план житлового району Болдераї був розроблений у 1965 році Латвійським інститутом проектів містобудування. Архітекторами цього плану були Гунарс Мелбергс, Лілія Мунтере та Іварс Страутманіс. Проект визначав композицію забудови району та організацію планування — два громадських центри району та їх місце, зони відпочинку і спорту, мережу транспортних та інженерних комунікацій. Забудову Болдерайського району проектували архітектори Лаймоніс Наглиньш, Андріс Вітолс, Володимир Шнітніков та інші. Також було розроблено план реконструкції історичної забудови, який у 1986 році закінчили архітектори Евальдс Фогеліс та Яніс Тауреніс, але внаслідок розпаду Радянського Союзу він так і лишився на папері. У 1965 році в Болдераї почалося спорудження панельних будівель. У цьому житловому районі передбачалося розміщення 15 тисяч мешканців.
У 1977 році на вулиці Ґобас, 27 було відкрито кінотеатр «Болдерая» на 420 місць, який закрився у 1990-ті роки. Згодом він був перебудований під супермаркет («Nelda», далі «Iki», наразі «Mego»).

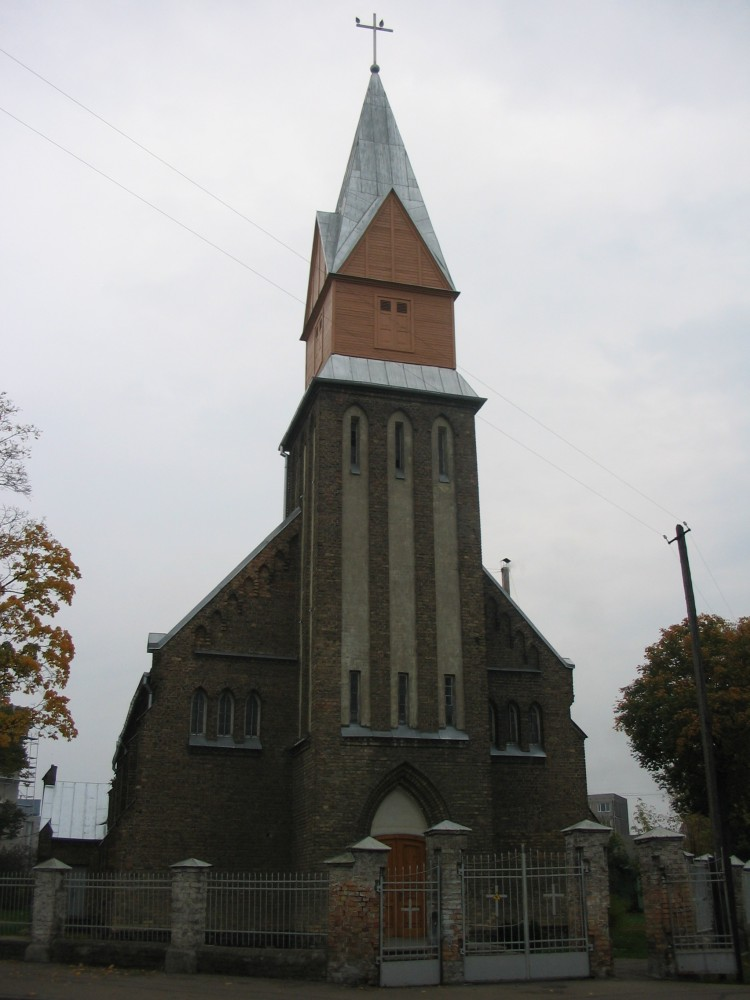
св. Марії

Після розпаду СРСР Болдерайський мікрорайон було включено до Курземського району. Наразі населення Болдераї є здебільшого російськомовним.

## Архітектура
Болдерая була районом, забудова якого здебільшого була представлена дерев'яними приватними будинками та низькими (одно- або двоповерховими) спорудами; деякі памя'тки ХІХ століття збереглися і донині. У 1970-ті роки тут було збудовано багато п'яти- або дев'ятиповерхових багатоквартирних будинків. 
На сьогоднішній момент важливу культурно-історичну цінність зберігають найстаріші об'єкти міської забудови (у центрі Болдераї), де особливо визначною є архітектонічна пам'ятка місцевого значення по вулиці Міглас, 9 (19-та міська середня школа). Стосовно визначних об'єктів варто зазначити дві місцеві церкви, які обидві постраждали від пожежі і були перебудовані, причому Болдерайська римо-католицька церква постраждала під час воєн і була зруйнована. Болдерайська лютеранська церква є однією з небагатьох дерев'яних церков Латвії, що збереглися з ХІХ століття. Ще у Болдераї є одна православна церква на честь новомучеників та сповідників російських.
Важливо згадати також про Болдерайське кладовище (знаходиться на вулиці Лієла, 76 та Лієла, 78), оскільки тут знаходиться братська могила моряків, загиблих у Другій світовій війні. У районі також збереглися залишки берегової батареї «С».

## Географія
Мінімальна висота поверхні рельєфу мікрорайону збігається з рівнем моря, а її максимальна висота складає 12 м над його рівнем. Найвища територія рельєфу знаходиться у південно-західній частині Болдерайського мікрорайону, де починається Болдерайсько—Прієдайнська дюнна гряда, що простягається між Булльупе і лугами Спілве. У Болдерайському мікрорайоні є лише одна смуга дюн і дефляційних котловин шириною до 1,5 км. У житловій частині мікрорайону Болдерая на площині 15—20 га дюни зрито; збережено лише невеликий фрагмент дюнної гряди площиною приблизно 1 га.
Північ Болдерайського мікрорайону та прилегла його частина до Булльупе, в тому числі вся територія житлового району, знаходиться у геоморфологічному мікрорайоні долини Даугави, характерними для якого є алювіальні (пойменні) рівнини. Середня частина місцевості належить до дюнної гряди та масивного геоморфологічного мікрорайону — вже згаданої Болдерайсько—Прієдайнської дюнної гряди. В свою чергу південна частина Болдераї, яка прилягає до Хапакагравіса, є лагунною рівниною із алювіальними відкладеннями. Під покривом відкладень Четвертинного періоду, який у Болдераї є дуже товстим (понад 40 м), знаходяться червоно-коричневі, рідше зелено-сірі кварцеві пісковики верхньодевонського Гауйського пласту з алевролітовими та глиняними прошарками товщиною 0,5–1 м.
З інженерно-геологічної точки зору Болдерайський мікрорайон є дуже комплексною територією. Здебільшого характерними є піски різної грубості з невеликими (1—1,5 м) грязевими прошарками, торф'яними шарами і органічними включеннями. В північній та південно-західній частині Болдерайського мікрорайону під земною поверхнею пролягають головним чином дрібнозернисті еолічні (дюнні) піски. У середній частині Болдерайського мікрорайону за радянських часів велося інтенсивне видобування дрібнозернистого кварцово—польовошпатного піску, який використовували для виробництва силікатної цегли. Наразі видобування піску більше не здійснюється, але викопаний піщаний кар'єр перетворився на велику штучну водойму  — Болдерайське кар'єрне озеро, у якій живуть раки та декілька видів риб. Незважаючи на відносно високий рівень ґрунтових вод (здебільшого 0—1,5 м, лише у смузі дюн вони пролягають на глибині 3 м), у північній та північно-західній частині Болдераї умови будування розцінені як сприятливі або умовно сприятливі там, де під ґрунтом знаходиться щільний або середньої щільності дрібний і пилуватий пісок. В свою чергу на території Болдераї, яка межує з Хапакагравісом, умови несприятливі там, де є ґрунти з низькою несучою здатністю. Північна частина Болдерайського мікрорайону на відносно вузькій смузі певним чином підвласна ризику регулярного затоплення, тому забудова цієї території заборонена. В свою чергу для 18,6 га території мікрорайону (разом у 3 місцях) у плануванні території Риги від 2006 року визначена обов'язкова необхідність інженерно-технічної підготовки, і там наразі ведуться будівельні роботи.

### Поділ території
13,4% від загальної площі Болдерайського мікрорайону (111,3 га) займають поверхневі водні об'єкти — річка Булльупе на північному заході, канал Лочу на півночі, на сході це річка Хапакагравіс, яка впадає у Даугаву, а у південно-західній частині мікрорайону знаходиться Болдерайське кар'єрне озеро величиною приблизно 16 гектарів: його площа складає 21,6 га, максимальна глибина — 14 м; це озером є улюбленим місцем для купання серед місцевих мешканців. Природні території та насадження займають 31,6% (263,4 га) загальної площі мікрорайону, і більша частина цих територій знаходиться у південно-західній та південній частині Болдераї. Здебільшого це сосновий ліс та території Болдерайського і Нового Болдерайського кладовищ. Широка і незаселена територія, на якій знаходяться регулярно затоплюваний пойменний луг Булльупе, розміщений у північній частині мікрорайону між залізницею та вулицею Лієла.
17% території Болдераї відведено під промисловість та виробництво, оскільки у південно-східній частині мікрорайону розташований вільний порт Риги та численні території інших виробничих об'єктів. 11,4% території Болдераї займає вже існуюча житлова забудова, а 9,7% території — змішана забудова. Окремі території новозабудови Болдерайського мікрорайону виділені для залізничної станції Болдерая (змішана забудова), так само, як і у східній частині Болдерайського кар'єру площиною приблизно 30 га (головним чином житлова забудова з насадженнями). Питома вага форми використання інших територій є менше оціненою, хоча вони мають суттєве значення для забезпечення функціональності мікрорайону (наприклад, території доріг, залізниці і технічної забудови) та якості життя (наприклад, території публічної забудови).

## Інфраструктура
Головне транспортне сполучення Болдераї з іншими районами здійснюється по Даугавгрівському шосе та вулиці Клейсту, але головне значення у районі відведено вулицям Лієла, Силікату, Штурманю, Гобас, Каптейню та Пієстатнес. Загалом мікрорайон має розвинену мережу місцевих вулиць, яка відповідає його характеру. Важливою для транспортного сполучення мікрорайону також є залізнична лінія, яку використовують лише для вантажних перевезень: залізнична станція Болдерая (код 097006) для пасажирського сполучення не використовується.

### Громадський транспорт
Досяжність громадського транспорту до Болдерайського мікрорайону є середньою — по будніх днях засоби громадського транспорту здійснюють сюди 418 рейсів, 253 з яких виконують автобуси, а 165 — маршрутні таксі. Загалом сполучення з Болдераєю здійснюють 4 автобусні маршрути (3-й, 30-й, 36-й і 56-й) та маршрутні таксі за двома маршрутами (246-го і 247-го), з яких 1 автобусний та 1 маршрут маршрутне таксі здійснюють тангенційне сполучення з іншими мікрорайонами Риги, розташованими на лівому березі Даугави (до Іманти); інші маршрути сполучають Болдераю із центром міста та іншими мікрорайонами на правому березі Даугави в напрямку Плявнієків. Слід зазначити, що забезпечення громадським транспортом у мікрорайоні є неоднорідним — уздовж його практично необжитої південно-західної частини, де знаходиться територія кладовища, громадський транспорт (1 автобусний маршрут і 1 маршрут маршрутного таксі) курсують 72 рази на робочий день, у той час як житловий район Болдераї обслуговується всіма 418-ма рейсами. Дивлячись з територіальної точки зору, забезпечення громадським транспортом в Болдераї є дуже слабким, оскільки на 25 га площі мікрорайону припадає лише 0,33 зупинки громадського транспорту (в одному напрямку). Втім на практиці в Болдераї ці показники не мають суттєвого значення, адже більша частина мікрорайону ніколи не була заселеною, тому розміщення зупинок громадського транспорту навколо житлового району Болдераї наразі розцінюється як адекватне.
За радянських часів між Болдераєю і правим берегом Даугави існувало паромне сполучення.
Автобуси:
- №3[lv]: Даугавгріва — Плявнієкі

- №30[lv]: Даугавгріва — площа Стаціяс

- №36[lv]: Вакарбуллі — Іманта-5

- №56[lv]: Даугавгріва — Зієпнієккалнс

Маршрутні таксі (мікроавтобуси):
- №246:  Центр — Даугавгріва

| - 19-та середня школа - 33-тя середня школа - Латвійська морська академія - Болдерайська музично-художня школа - Освітній заклад 210-ї початкової школи — вул. Бружу, 6 - Освітній заклад початкової школи "Saulstariņi" — вул. Гобас, 27 - Освітній заклад Болдерайської початкової школи — вул. Фінієра, 21 |  | - Supernetto — вул. Гобас, 14 - Maxima X — вул. Штурманю, 29 - Mego Gobas — вул. Гобас, 13 - Beta — вул. Гайдалас, 21а - Lats — вул. Лемешу, 20 - Lats — вул. Штурманю, 29 - Lats — вул. Плата, 9 - Aibe — вул. Плата, 6 |  | - Lukoil — вул. Гайдалас, 19а - Trest — вул. Лієла, 70 |

## Промисловість
У Болдераї добре розвинуто деревообробну промисловість. У районі знаходяться такі деревообробні підприємства, як АТ Bolderaja Ltd, засноване у 1969 році, АТ Latvijas Finieris, заводи "Lignums" та "Hapaks", а також підприємство "Būvmateriāli AN".
На острові Крієву розміщені підприємства "Latvijas propāna gāze", "KST", "Krēmeri" та "Rīgas jūras osta Voleri". На вулиці Лієла, 69а знаходиться ТОВ "EMR" (латис. Eksperimentālā Mehāniskā Rūpnīca — Експериментальний механічний завод), що виготовляє металоконструкції для будівництва всіх видів промислових, житлових і сільськогосподарських будівель, баки для зберігання і транспортування нафтопродуктів, балони під тиском для зберігання і транспортування зріджених газів та інші вироби.
Також у Болдераї розміщено центральний яхтклуб "Latvijas jahta".

## Болдерайський порт
Болдерайський порт був споруджений на початку XVIII століття в гирлі Даугави, оскільки на річці постійно утворювалися піщані мілини, які не дозволяли кораблям з глибокою осадкою заходити до Ризького порту. Тому частину вантажів суден починали розвантажувати на пристані в Болдераї, а далі за допомогою барж везли вантаж до Риги.
Транзитна торгівля Російської імперії через Ригу мала надзвичайно велике значення для господарства балтійських губерній. Рига стала одним із найбільш значущих експортерів продуктів сільського господарства Російської імперії та великим центром внутрішньої і зовнішньої торгівлі. У 1791–1800 рр. до Ризького порту щорічно в середньому приходило 874 кораблі, але у 1841–1850 рр. цей показник становив 1542 кораблі на рік. Ризький порт не справлявся зі своїми функціями, кораблі довго чекали на рейді дозволу на стоянку, а Даугава була заповнена баржами.
Головними експортними товарами Риги на той час були льон, конопляні мотузки, костриця, насіння льону, коноплі, злаки та лісоматеріали, які здебільшого були товарами, що вимагали широких перевалочних майданчиків. Маленький порт Риги з обмеженими перевалочними можливостями не міг справитися з об'ємами таких вантажів; особливо великих проблем завдавали лісоматеріали, які мали особливе значення серед експортних товарів. Це все частково компенсувало спорудження допоміжного порту в Болдераї. До того ж на кораблі в Болдераї вантажили важкі або об'ємні товари на експорт (наприклад, конопляні мотузки).

## Болдерайське кладовище
Болдерайське кладовище знаходиться на вулиці Лієла, 76 (колишнє Православне кладовище) і Лієла, 78 (колишнє лютеранське кладовище, також відоме як Нове Болдерайське). Загальна його площа складає 3,6 га. Воно було відкрито наприкінці XVIII століття. На Болдерайському кладовищі також знаходиться братське кладовище латвійських моряків, що загинули під час Другої світової війни; наразі це історичний пам'ятник державного значення.
Нове кладовище у Болдераї є одним із двох цвинтарів Риги, на яких відводяться нові місця. Друге відкрите кладовище знаходиться в районі Яунціємс.
У 2008 році почалось розширення кладовища, на якому планувалося додатково створити 15 гектарів території для поховань.

## Галерея

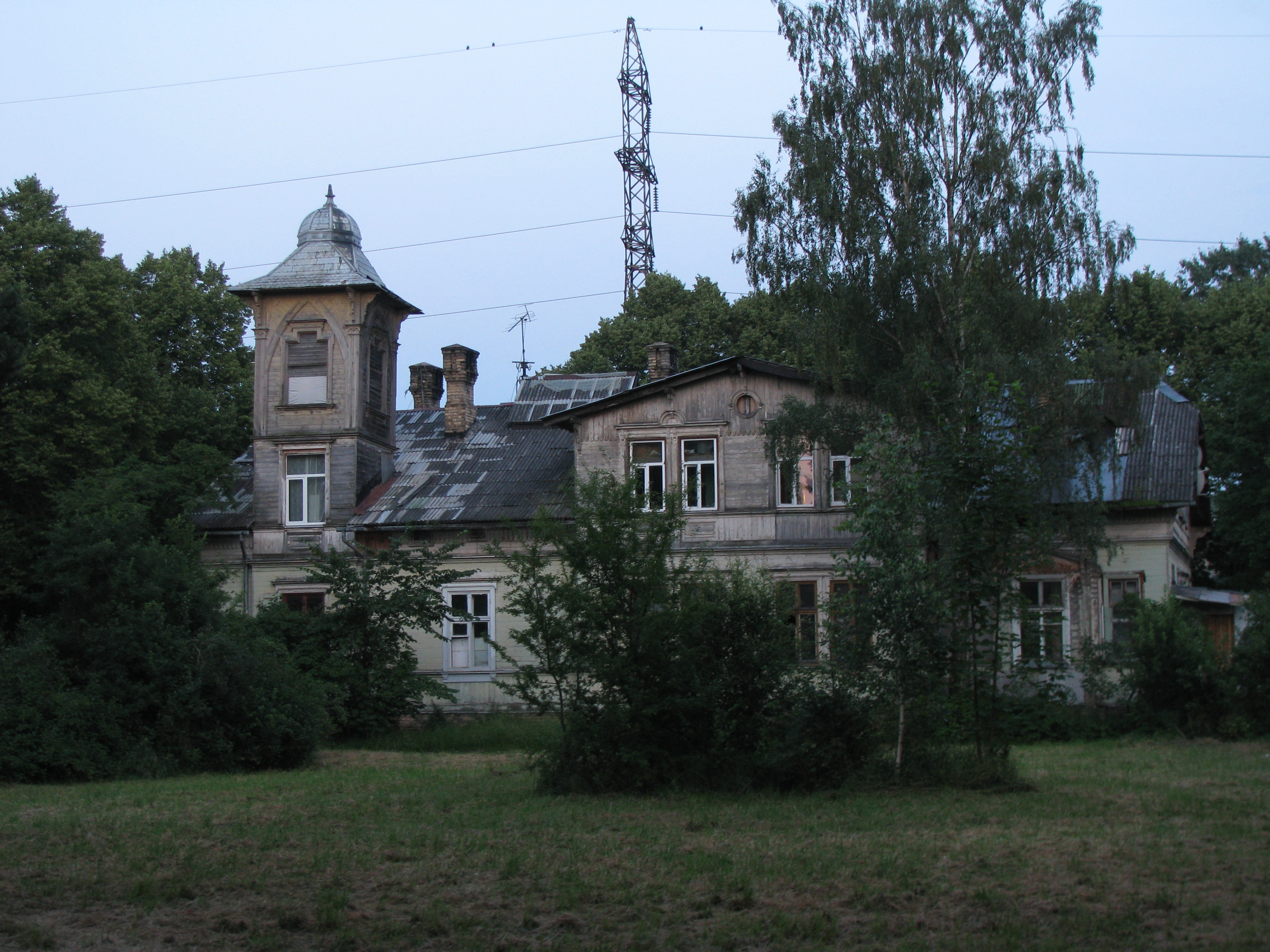
Болдерая
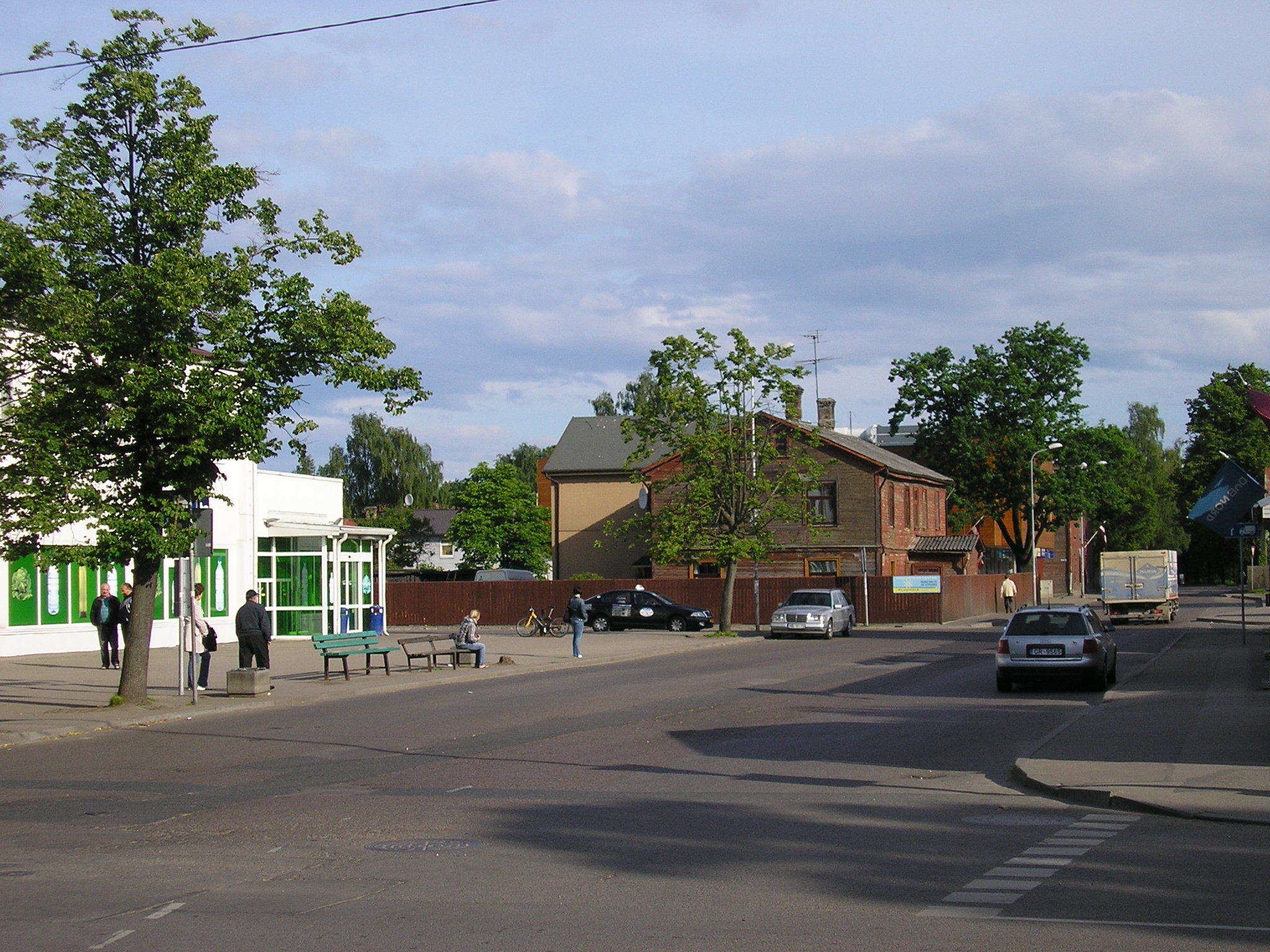
Центр Болдераї, перехрестя вул. Гобас і Стурманю
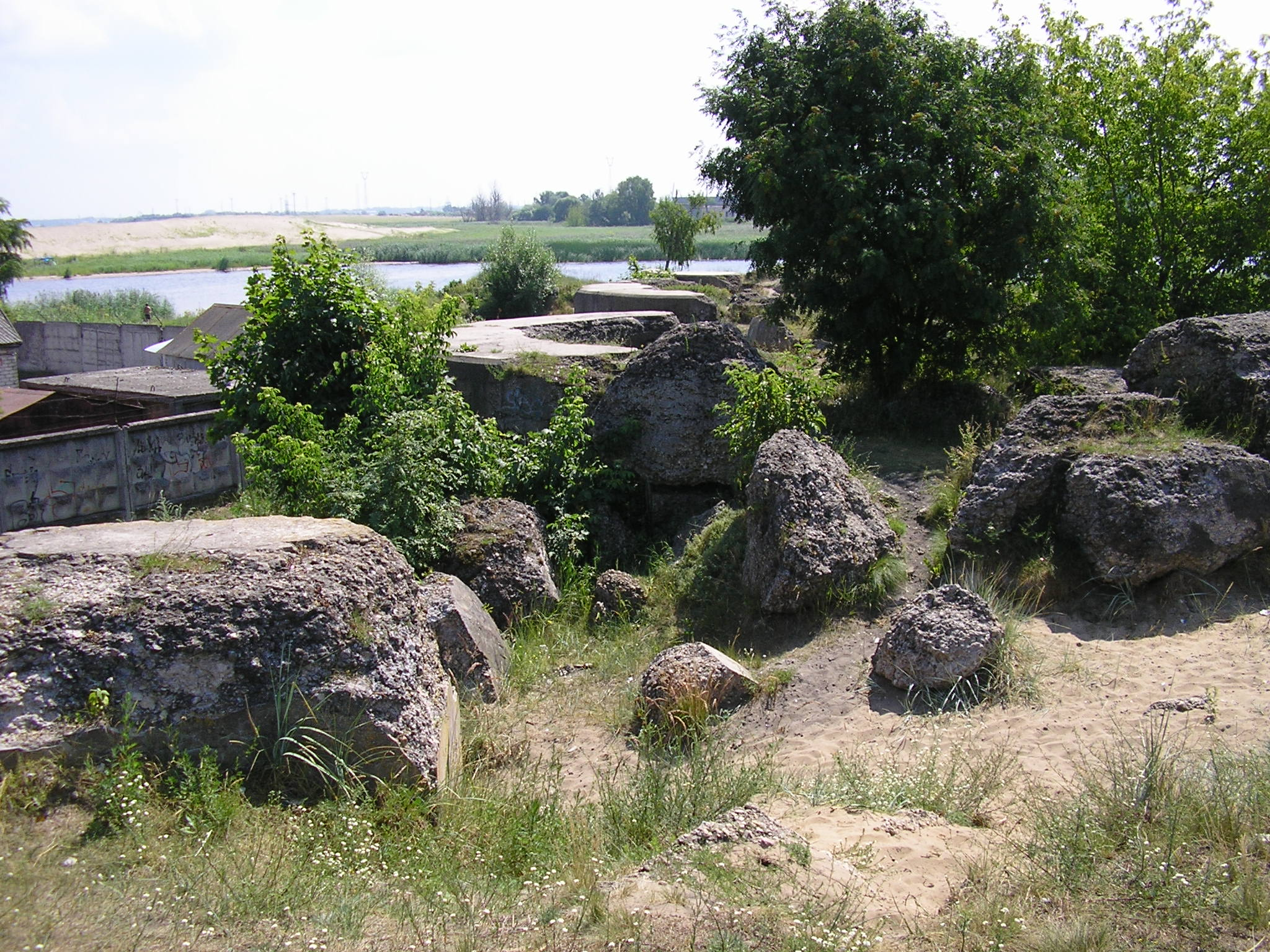
Залишки берегової батареї «C»
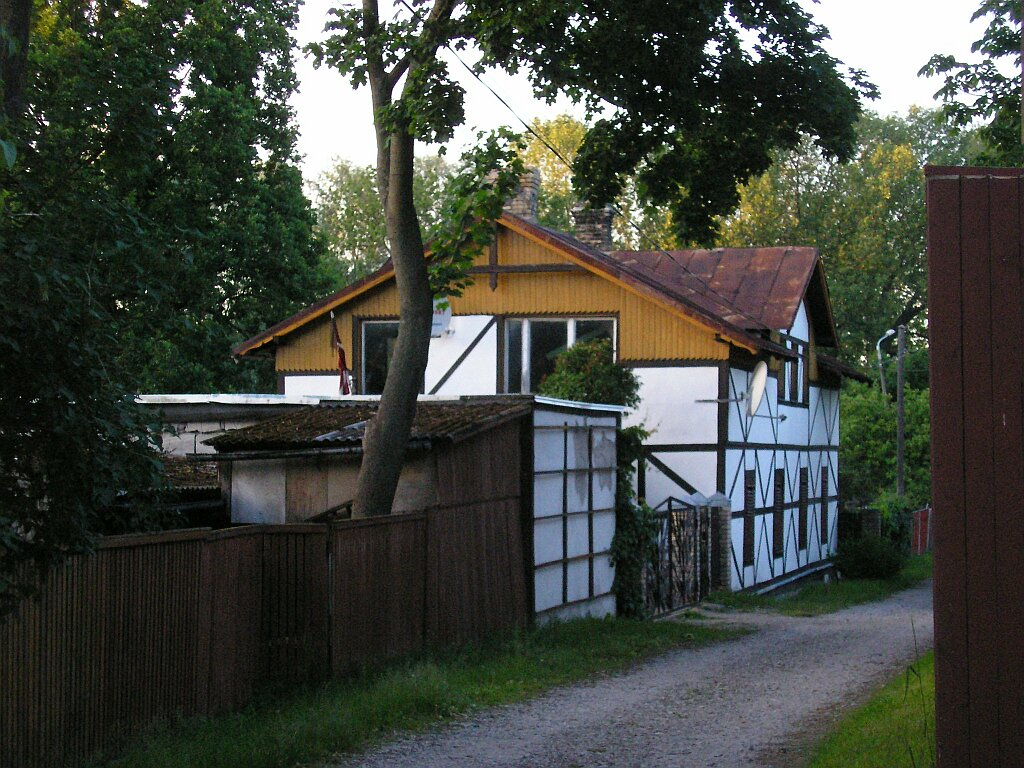
Вулиця Ієвас
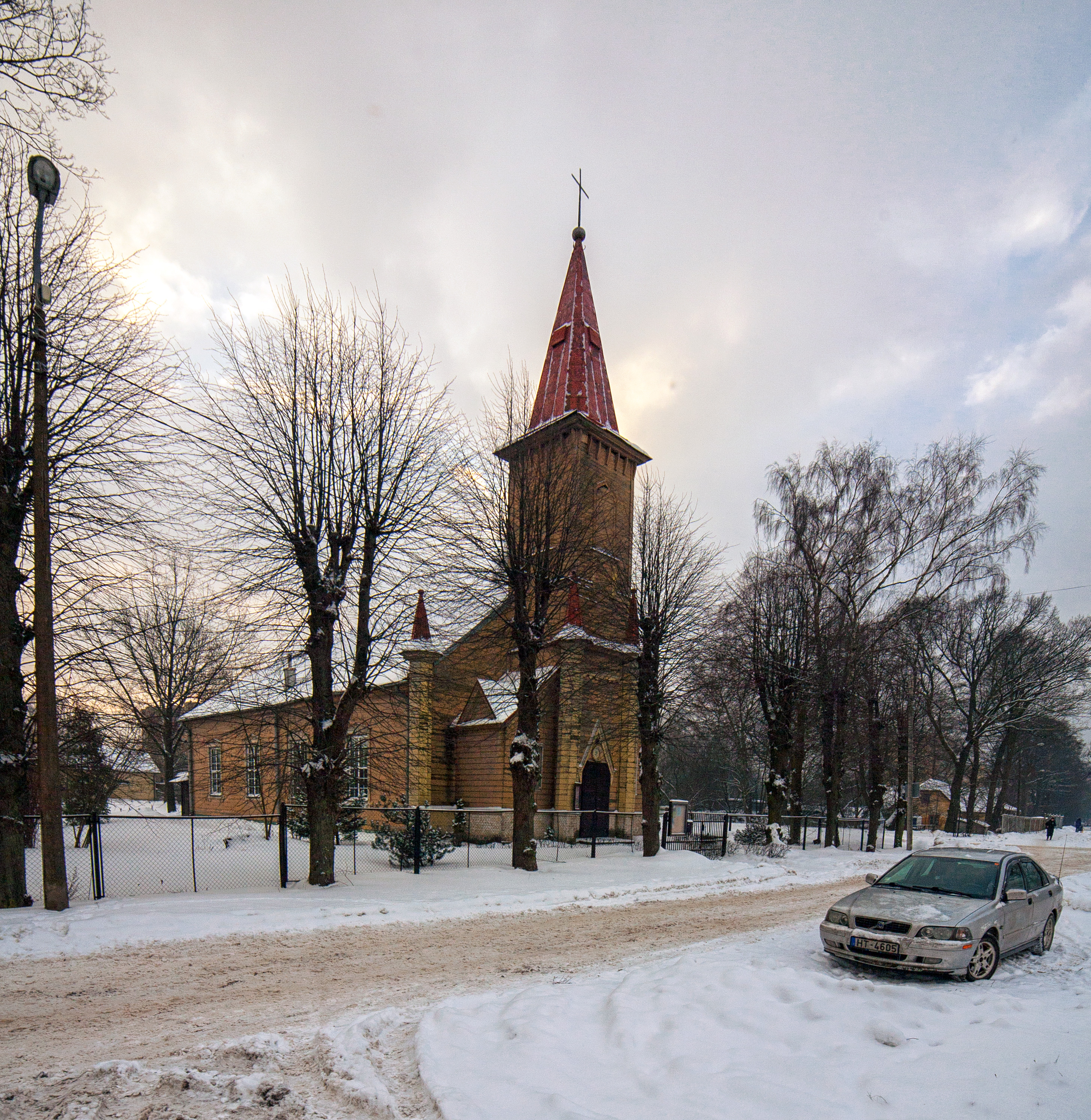
Болдерайська лютеранська церква
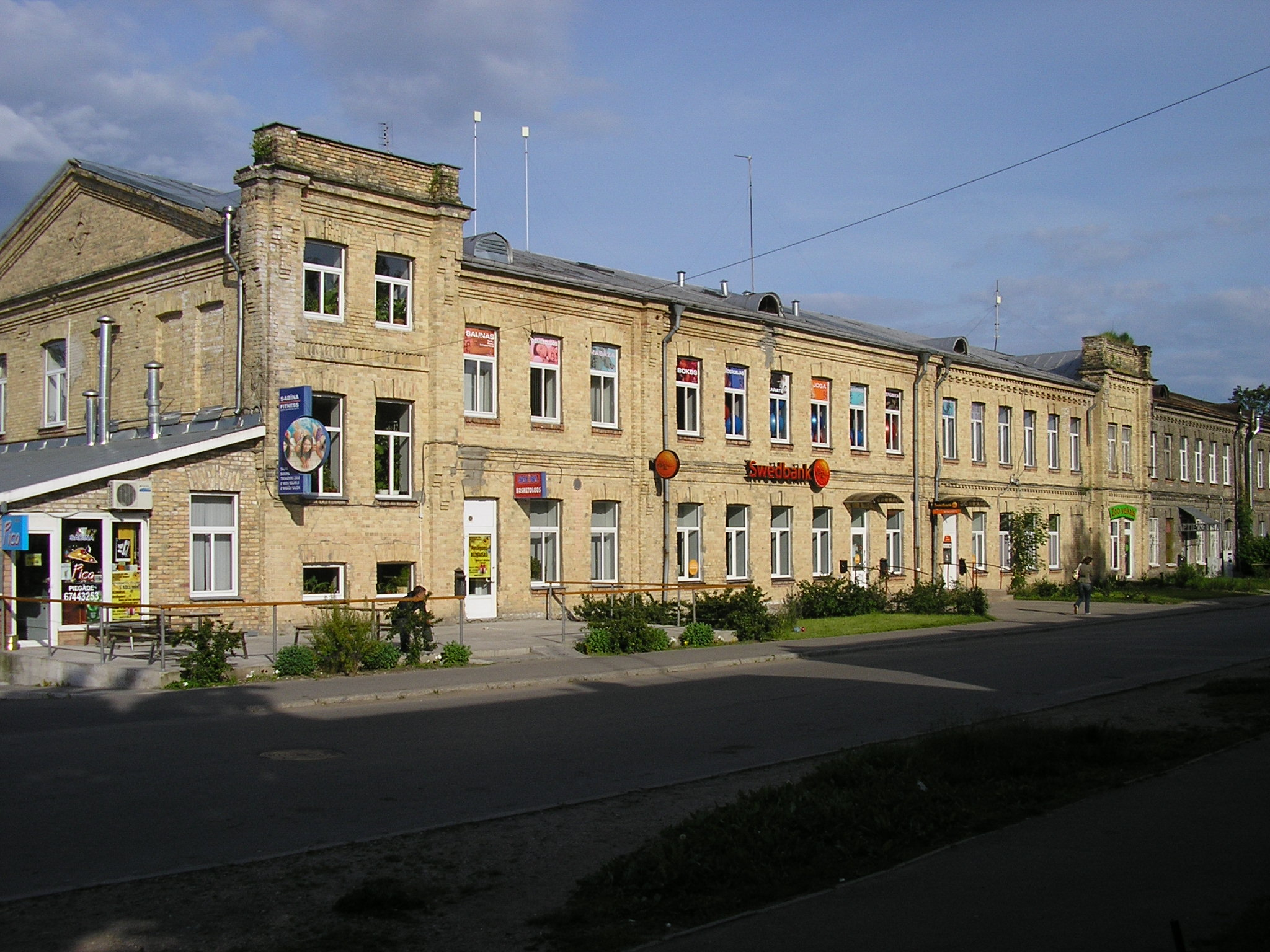
Магазини в колишніх казармах

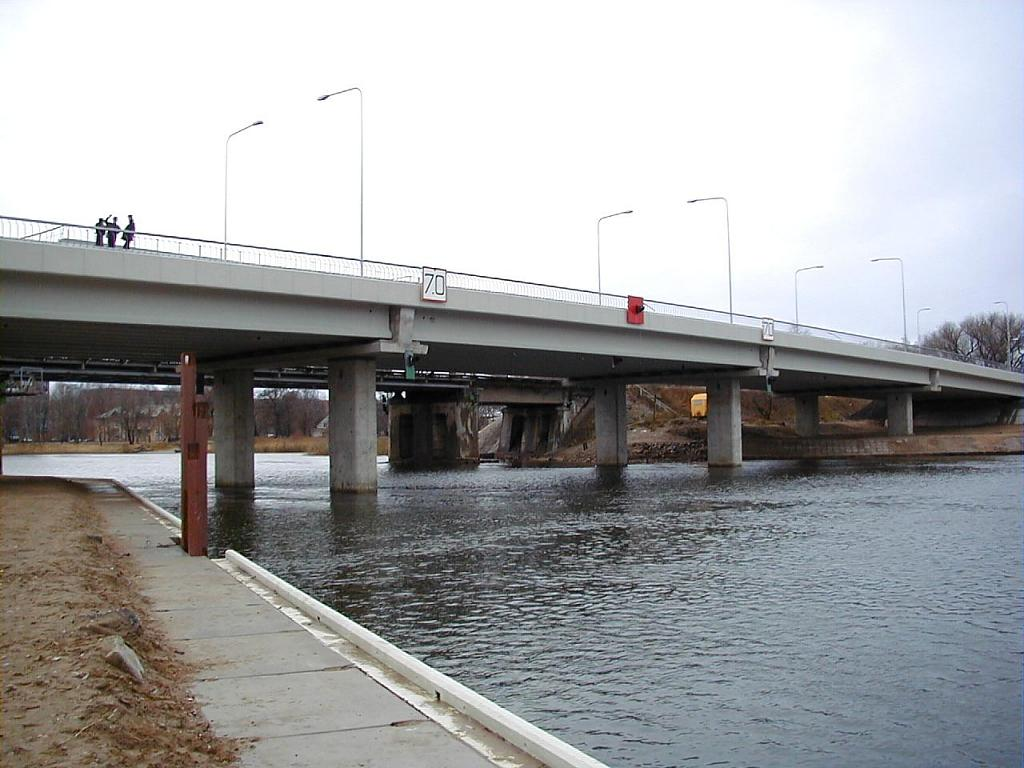
Новий Болдерайський міст
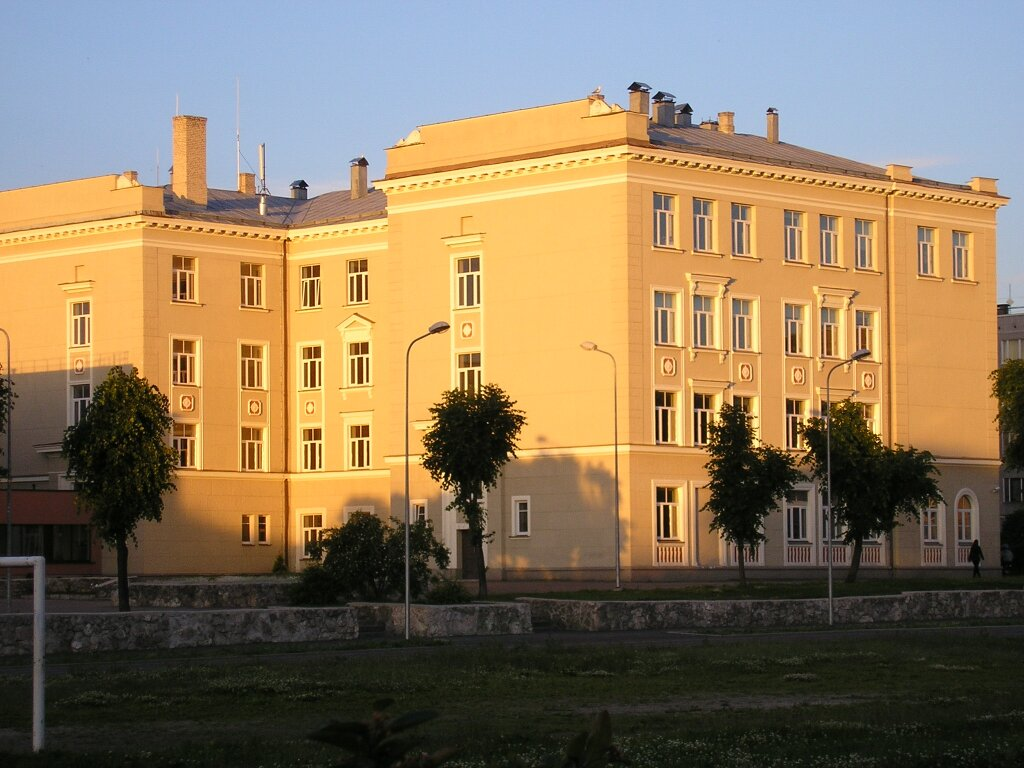
33-тя школа
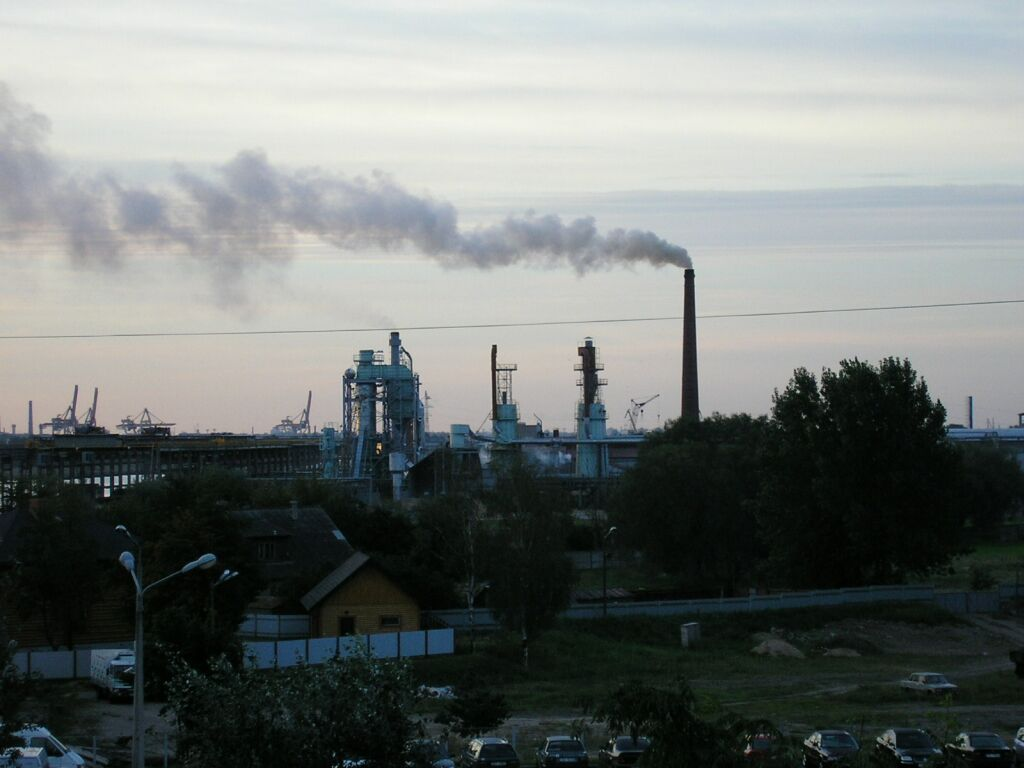
Деревопереробний комбінат
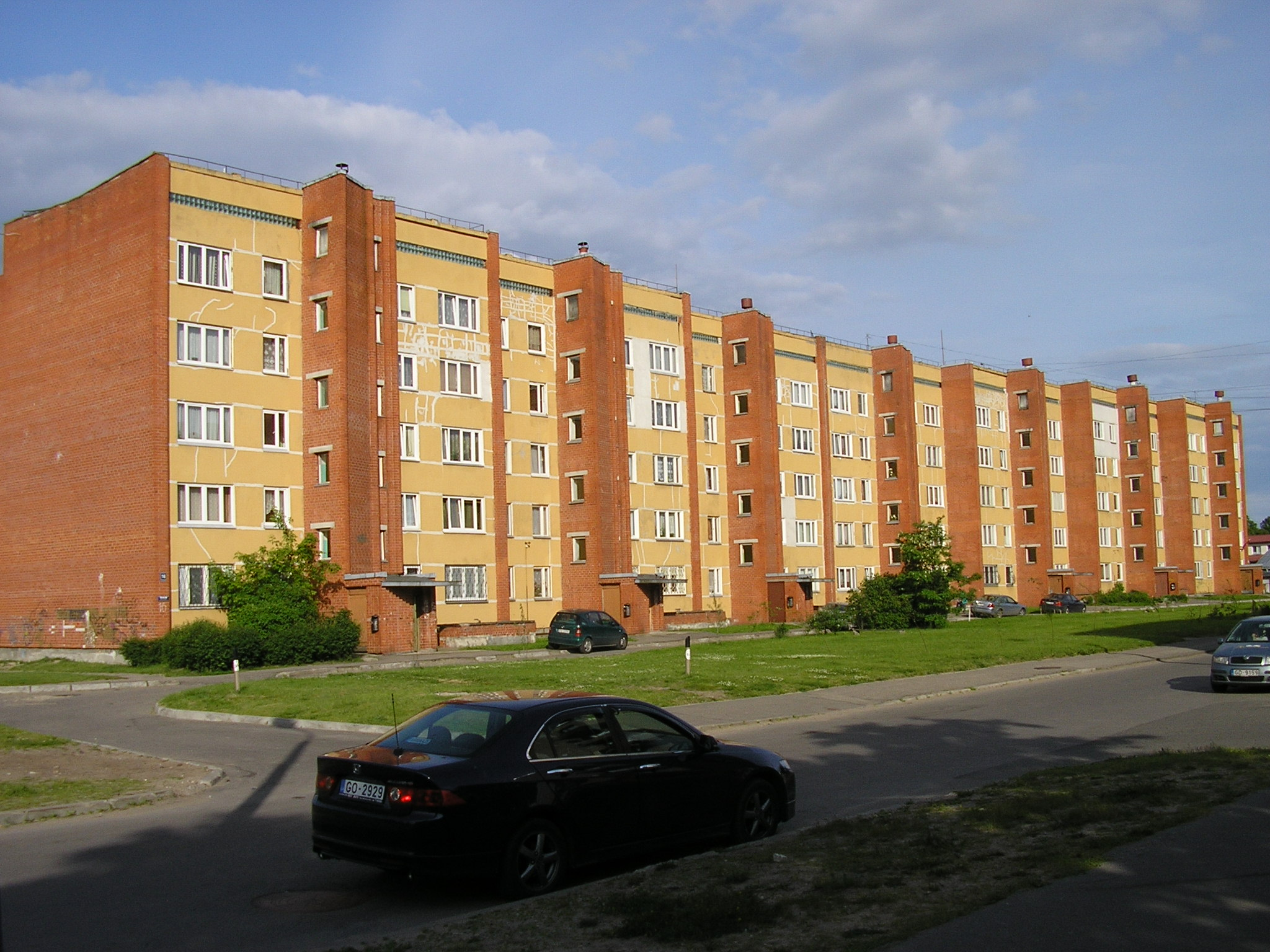
Будинок 103-ї серії
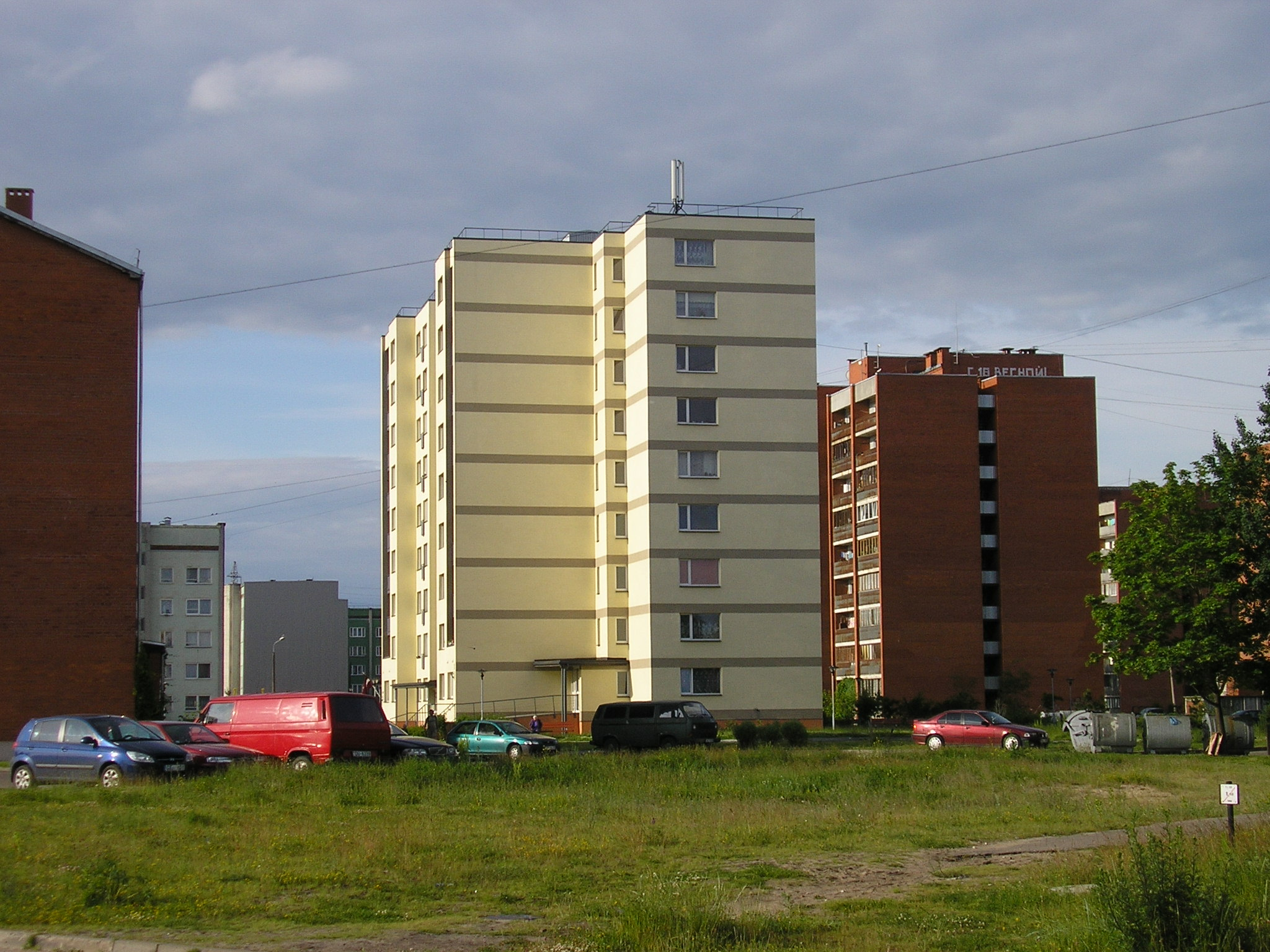
Новобудова
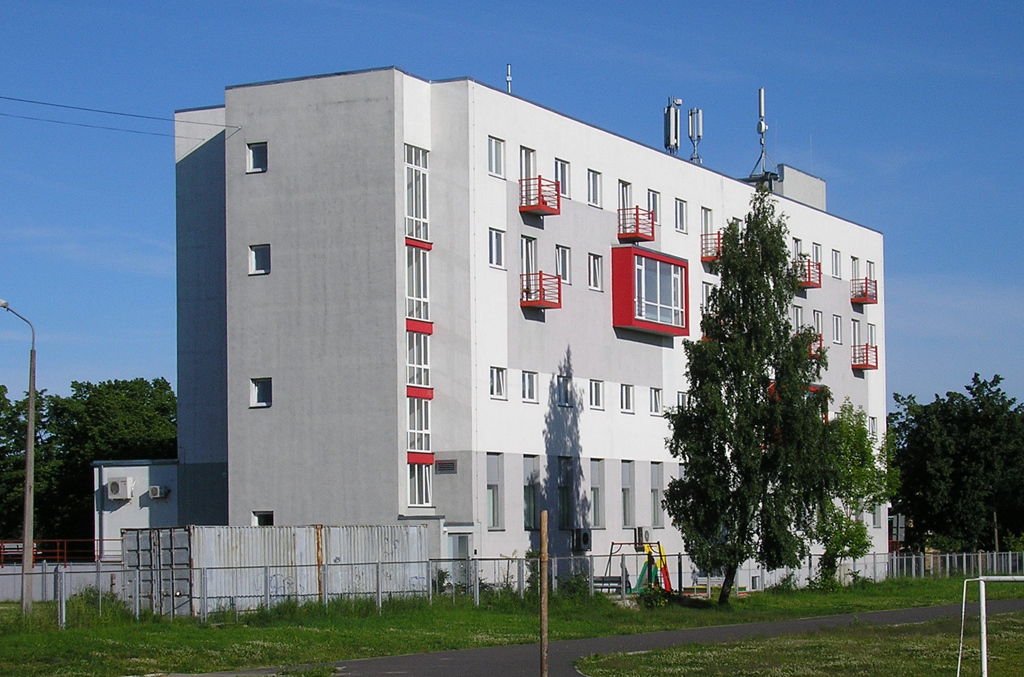
Будинок, перебудований з колишньої телефонної станції

## Відомі особистості
- Яніс Рубертс (1874—1934) — офтальмолог, дослідник патології ока;

- Яків Легздин[ru] (1893—1954) — полярний мореплавець;

- Яніс Гранте — латиський письменник, заслужений діяч культури Латвійської РСР;

- Анатолій Соловйов — льотчик-космонавт, 65-1 космонавт СРСР[7];

- Аміната Савадого — латвійська співачка, представниця Латвії на «Євробаченні» у 2015 році.